# Jones Carioca
Jones Carioca (* 14. Oktober 1988 in Caratinga; bürgerlich Jones da Silva Lopes) ist ein brasilianischer Fußballspieler.

## Karriere
Carioca begann seine Vereinsfußballkarriere in der Nachwuchsabteilung vom Bonsucesso FC. Hier wurde er 2007 in den Profikader aufgenommen und spielte bis zum Sommer 2010 für diesen Verein. Lediglich im Jahr 2009 wurde er für eine halbe Spielzeit an EC Noroeste ausgeliehen. 2010 wechselte er zum CD Maldonado. Für diesen Klub spielte er nur sporadisch und wurde überwiegend an andere brasilianische Vereine ausgeliehen.
Zur Rückrunde der Saison 2013/14 wurde Carioca von CD Maldonado in die türkische Süper Lig an Kardemir Karabükspor ausgeliehen. Zum nächsten Saisonende verließ Carioca Karabükspor wieder.
Für die Saison 2014/15 unterschrieb er mit dem neuen türkischen Zweitligisten Giresunspor einen Einjahresvertrag. Nach einer Saison verließ er diesen Klub wieder.
Nachdem er 2016 für den ABC Natal aktiv gewesen war, kehrte er im Januar 2017 zu Giresunspor zurück.